# Serenity (album van Culture Beat)
Serenity is het tweede studioalbum van de Duitse danceact Culture Beat. Het album is op 2 juni 1993 uitgebracht en telt veertien nummers.

## Beschrijving
Op het tweede album van Culture Beat werd gekozen voor een hardere eurodance sound en na een wisseling werd de Britse Tania Evans de nieuwe zangeres van de groep, naast rapper Jay Supreme (Jeff Carmichael).
Van het album zijn vijf singles uitgebracht. Dit zijn "Mr. Vain", "Got to Get It", "Anything", "World in Your Hands" en "Adelante!" De single "Mr. Vain" werd Culture Beats grootste hit tot op heden en stond in 1993 op de eerste plek in dertien landen. Het nummer was ook de doorbraak in de Verenigde Staten, waar het op de zeventiende plek stond in de Billboard Hot 100.
Serenity won in 1993 de Echo voor meest succesvolle Duits muziekalbum in het buitenland. Van het album zijn wereldwijd ruim twee miljoen exemplaren verkocht.
Het album bereikte de tweede plek in de Finse, de vierde in de Zweedse, en de vijfde plek in de Australische hitlijsten. In Nederland kwam het album op de twaalfde plek in de Album Top 100. Het album werd daarnaast met goud onderscheiden in het Verenigd Koninkrijk en meerdere Europese landen, zoals Finland, Frankrijk, Duitsland en Nederland.
Het was het laatste album van producent Torsten Fenslau, die eind 1993 door een auto-ongeluk om het leven kwam. Zijn broer Frank nam hierna de rol aan van uitvoerend producent van het danceproject.

## Nummers
Het album bevat de volgende nummers:
| 1.                 | Serenity (Prolog)    | 2:16 |
| 2.                 | Mr. Vain             | 5:37 |
| 3.                 | Got to Get It        | 5:21 |
| 4.                 | World in Your Hands  | 5:33 |
| 5.                 | Adelante!            | 5:38 |
| 6.                 | Rocket to the Moon   | 5:47 |
| 7.                 | Anything             | 6:24 |
| 8.                 | Key to Your Heart    | 4:09 |
| 9.                 | The Other Side of Me | 4:52 |
| 10.                | The Hurt             | 4:15 |
| 11.                | Mother Earth         | 6:11 |
| 12.                | Serenity (Epilog)    | 7:51 |
| 13.                | ID Tania             | 0:06 |
| 14.                | ID Jay               | 0:09 |
| Totale duur: 64:08 |                      |      |

## Medewerkers
- Jay Supreme – rapper
- Tania Evans – zang
- Peter Zweier – producent
- Torsten Fenslau - producent
- Jürgen Katzmann - keyboards
- Jens Zimmermann - keyboards